# Takahiro Ōmori
Takahiro Ōmori (大森贵弘, Ōmori Takahiro) é um diretor de animação japonesa e escritor de storyboard. Ele já dirigiu muitas séries de anime, incluindo Fancy Lala, Koi Kaze, Gakuen Alice, Jigoku Shoujo, Natsume Yuujinchou, Baccano! e  Durarara!!.

## Carreira
Takahiro Omori nasceu em 1965, em Tóquio, no Japão. Ele é um animador e diretor de anime e um membro da JAniCA.
Depois de se formar no ensino médio, em 1984, ele se juntou ao Studio Deen, mas já saiu um ano depois de se tornar um animador freelance em 1985. Começando como animador, mais tarde, virou-se para ilustrações e design para pacotes de jogos de vídeo game e mais tarde design original para jogos. Em 1995, ele retornou à animação, trabalhando como supervisor de animação e diretor, mais tarde, diretor nas séries do Studio Pierrot, marcando sua estréia em Aka-chan to Boku. Na década de 2000 ele trabalhou como diretor freelance para diferentes estúdios de anime.
Takahiro Omori iniciou sua carreira como animador na década de 1980 e fez sua estréia como diretor em 1996 com Aka-chan to Boku. Desde então, ele já dirigiu séries como Jigoku Shoujo, Princess Jellyfish, e favoritos dos fãs Durarara!!, Natsume Yuujinchou, e Baccano!, Em muitas das quais ele também atuou como diretor de som. Ele é conhecido pela qualidade de vida de seus personagens que ele alcança por imaginá-los como pessoas reais. Sob a direção do Sr. Omori, o filme Hotarubi no Mori e, produzido pela mesma equipe de Natsume Yuujinchou, ganhou o Prêmio do Júri Award at Scotland Loves Animation em 2011  e o prêmio de melhor filme de animação no 66º Mainichi Film Awards.

## Filmografia
1988
- Metal Skin Panic MADOX-01: Key Animation

1996
- Baby and Me: Diretor, Storyboard

1997
- Hyper Police: Diretor

1998
- Fancy Lala:Diretor de Series, Storyboard, Diretor de Episodio
- Yoiko: Diretor

1999
- Power Stone: Diretor, Storyboard

2002
- Haibane Renmei: Storyboard, Diretor de Episódio

2003
- Wonder Bevil: Diretor

2004
- Koi Kaze: Diretor

- Gakuen Alice: Director, Storyboard

2005
- Hell Girl: Diretor, Dubbing Director

2007
- Baccano!: Diretor

2008
- Natsume Yuujinchou: Diretor

2009
- Natsume Yuujinchou continuação: Diretor

2010
- Durarara!!: Diretor
- Kuragehime : Diretor

2011
- Hotarubi no Mori e: Diretor

- Natsume Yuujinchou-san: Diretor

2012
- Natsume Yuujinchou Shi: Diretor

2013
- Samurai Flamenco: Diretor